# Teatro Nacional Dramático Iván Frankó
El Teatro Nacional Académico de Drama Iván Frankó (en ucraniano: Національний академічний драматичний театр імені Івана Франка) ubicado en Kiev, es uno de los teatros más prestigiosos de Ucrania. Fundado en 1920, ha desempeñado un papel crucial en la evolución de la cultura teatral ucraniana, ofreciendo un repertorio que abarca tanto clásicos nacionales como internacionales.

## Historia
El teatro fue fundado en 1920 en Vínnytsia por actores del Teatro Joven, liderados por Hnat Yura, y del Nuevo Teatro de Leópolis, encabezado por Ambrosiy Buchma. Su primera representación fue "El Pecado" de Volodymyr Vynnychenko el 28 de enero de 1920. Durante sus primeros años, el teatro viajó extensamente por las ciudades y aldeas de Ucrania central, llevando obras como "La canción del bosque" de Lesia Ukrainka y "El matrimonio de Fígaro" de Beaumarchais.
En 1926, el teatro se trasladó a Kiev, instalándose en el edificio del antiguo Teatro Solovtsov. Durante las décadas de 1920 y 1930, el teatro presentó tanto clásicos mundiales como obras de propaganda soviética, destacando producciones de "Don Carlos" de Friedrich Schiller y "Boris Godunov" de Alexander Pushkin.

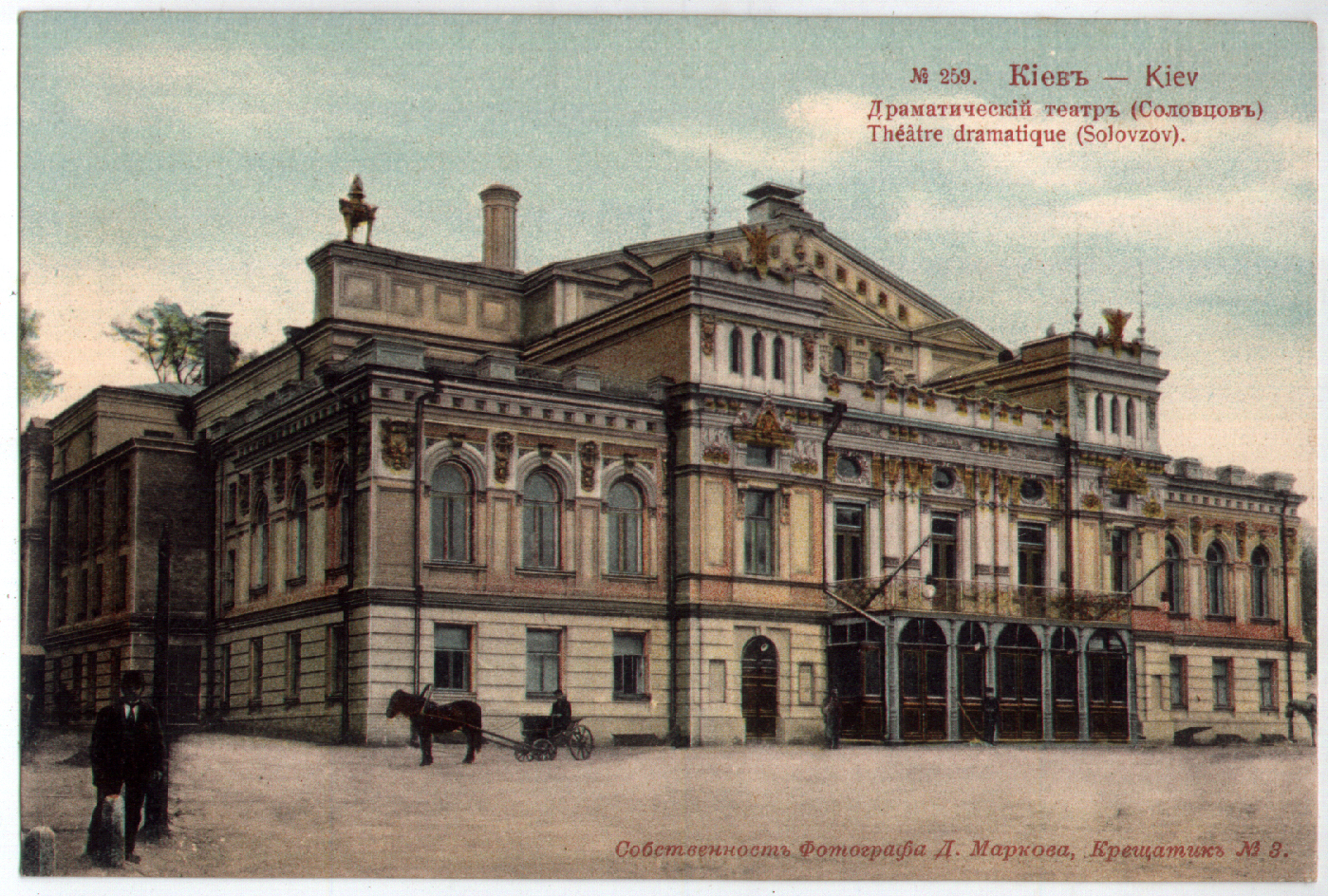
Teatro «Solovtsov», año 1910.

En 1940, el teatro recibió el título de académico. Durante la Segunda Guerra Mundial, la compañía fue evacuada a Semipalatinsk y Taskent, donde continuó sus actividades teatrales. Tras la guerra, el teatro mantuvo su relevancia, presentando obras de Anton Chéjov, Mykola Kulish y otros.
Entre 1978 y 2001, el teatro fue dirigido por Serhiy Danchenko, quien introdujo nuevas obras en el repertorio, incluyendo dramas de Friedrich Dürrenmatt y William Shakespeare.
En 1994, el presidente de Ucrania otorgó al teatro el estatus de "Nacional".
Desde 2001 hasta 2012, el teatro estuvo bajo la dirección de Bogdan Stupka, quien amplió la diversidad artística de la institución, incorporando autores como Hryhorii Skovoroda y Fiódor Dostoievski.

## Repertorio y actualidad
El repertorio del Teatro Iván Frankó incluye clásicos ucranianos como "Eneida" de Iván Kotliarevsky y "La felicidad robada" de Iván Frankó, así como obras universales como "Macbeth" de Shakespeare y "El jardín de los cerezos" de Chéjov.

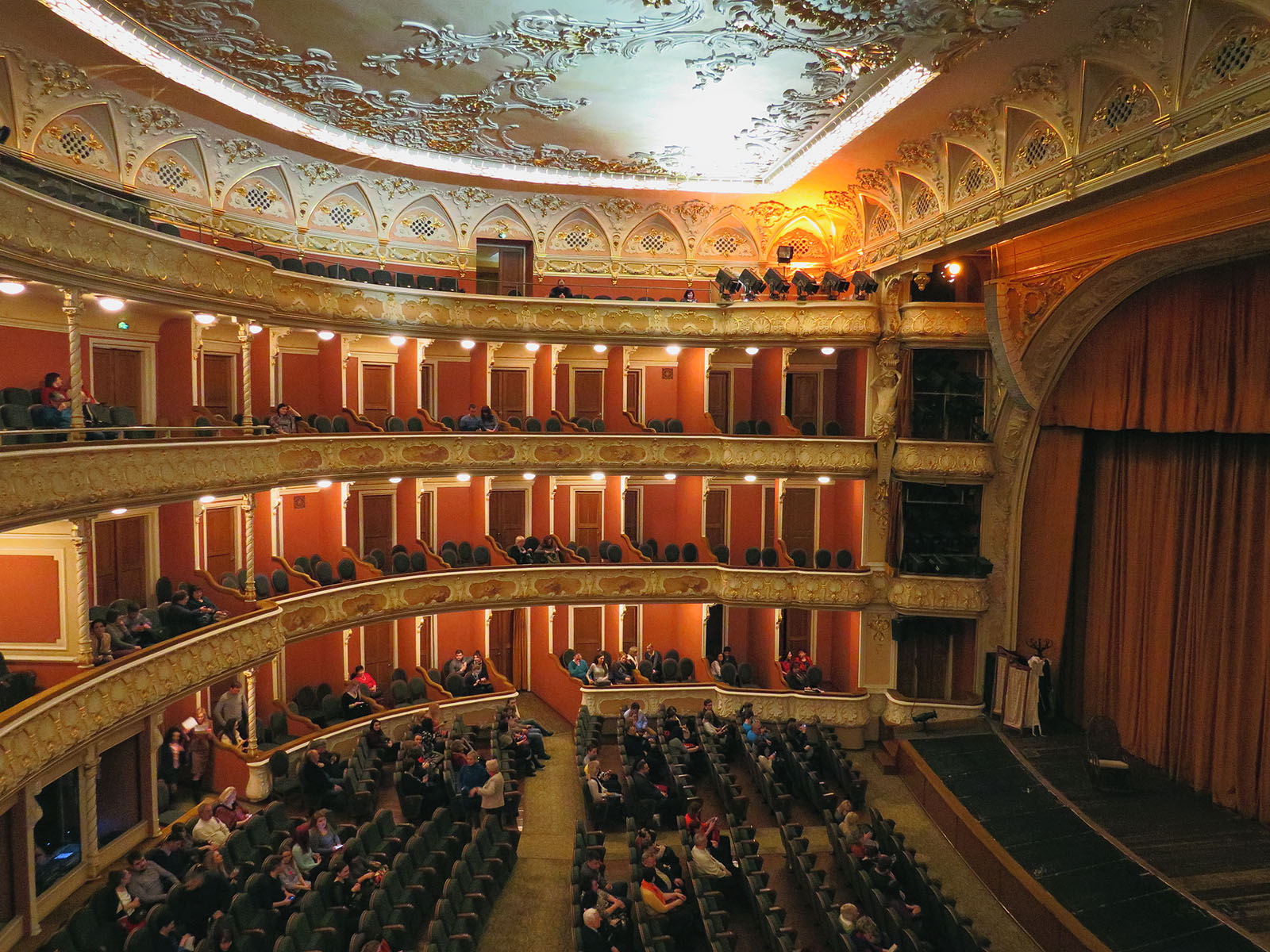
Sala de teatro

Desde 2004, el teatro organiza anualmente el Festival Internacional de Monólogos Femeninos "María".
Entre 2012 y 2017, el teatro fue dirigido por Stanislav Moiseyev. Posteriormente, Myhailo Zakharevich asumió el cargo de director general y artístico del teatro en el período de 2017 a 2024.
Desde 2024, el director artístico del teatro es Yevhen Nyshchuk.
Entre los directores de teatro que han presentado producciones en el Teatro Nacional Académico de Drama Iván Frankó se encuentran Hnat Jura, Borys Balaban, Valery Vasylyev, Maryan Krushelnytsky, Charlotte Varshaver, Volodymyr Ohloblin, Volodymyr Danchenko, Andriy Zholdak, Dmytro Bohomazov, Dmytro Cherepiuk, Yuriy Odynoky, Petro Ilchenko, Stanislav Moiseyev, David Petrosyan, Ivan Uryvsky, Taras Zhyrko, Roman Markholia,Valentín Kozmenko-Delinde,Diana Stein,Andriy Mai, Kateryna Stepankova, Serhiy Masloboishykov, Avtandil Varsemashvili,Tetyana Arkushenko, Jokubas Brazis, Brzhetyslav Rykhlik y Thomas Mettler.
El Teatro Nacional Académico de Drama Iván Frankó sigue siendo un referente cultural en Ucrania y un embajador del arte teatral ucraniano en el mundo, participando en giras internacionales y colaborando con directores de diversos países.